# Журавка (Жирновский район)
Журавка — хутор в Жирновском районе Волгоградской области, в составе Александровского сельского поселения.
Население — 60 (2010)

## История
Дата основания не установлена. Предположительно основан в период коллективизации. На карте РККА 1941 года на месте хутора отмечена МТФ (молочная товарная ферма). В составе Жирновского района — с 1941 года. В 1954 году хутор Журавский включён в состав Медведицкого сельсовета. Решением исполкома Волгоградского облсовета от 24 апреля 1962 года № 10/233 § 15 населённые пункты Журавка, Крутой и территория в границах земель совхоза «Чапаевский» из Медведицкого сельсовета были переданы в состав Александровского сельсовета.

## Физико-географическая характеристика
Хутор расположен на правом высоком берегу Медведицы, при вершине балки Журавка. Рельеф местности холмисто-равнинный, развита овражно-балочная сеть. Хутор расположен на высоте около 200 метров над уровнем моря. Почвы — чернозёмы обыкновенные.
Автомобильной дорогой связан с[чем?] (15 км). По автомобильным дорогам расстояние до областного центра города Волгограда составляет 320 км, до районного центра города Жирновск — 15 км, до административного центра сельского села Александровка — 8,6 км.
Часовой пояс
Журавка, как и вся Волгоградская область, находится в часовой зоне МСК (московское время). Смещение применяемого времени относительно UTC составляет +3:00.

## Население
Динамика численности населения
| 1987 | 2002 |
| ---- | ---- |
| ≈130 | 103  |

| 2010 |
| ---- |
| 60   |